# Saturn C-8
För andra betydelser, se Saturn.
Saturn C-8 var den största av Saturnraketerna. C-8 har aldrig tagit sig längre än till designprocessen eftersom den var för stor och kostsam samt att Lunar Orbit Rendezvous inte längre användes. De mindre Saturn C-5 utvecklades istället under beteckningen "Saturn V".
Raketen skulle få en diameter på 12,2 m. Första steget skulle drivas av åtta F-1-raketmotorer. Andra steget av åtta J-2-raketmotorer och tredjesteget av en J-2-raketmotorer.
Raketen skulle kunna placera en last på 210 ton i låg omloppsbana runt jorden och den skulle kunna skicka 74 ton mot månen.